# Hit and Run (album de Girlschool)
Albums de Girlschool
Demolition
(1980) Screaming Blue Murder
(1982)
Singles
1. Yeah Right
Sortie : 7 novembre 1980
2. Hit and Run
Sortie : avril 1981
3. C'mon Let's Go
Sortie : Juillet 1981

Hit and Run est le second album studio du groupe de heavy metal anglais, Girlschool. Il est paru le 20 avril 1981 sur le label Bronze Records et a été produit par Vic Maile.

## Historique
Comme l'album précédent, il fut enregistré dans les Jackson's Studio à Rickmansworth en Angleterre. L'enregistrement s'étala sur le mois de décembre 1980 et le mois de janvier 1981 et fut aussi l'occasion, sur une idée du producteur Vic Maile, d'enregistré en compagnie de Motörhead, l'Ep St. Valentine's Day Massacre .
Cet album comprend une reprise du groupe Texan ZZ Top, Tush chanté par la bassiste Enid Williams.
Il sera la plus grande réussite commerciale du groupe, se classant à la 5e place des charts britanniques. Il se classa aussi dans les charts canadiens (50e place) et sera récompensé d'un disque d'or au Canada pour plus de cinquante mille albums vendus. Il fera aussi une courte apparition de deux semaines dans les charts néo-zélandais et se classa à la 49e place. Il est a noté que l'album ne sortira pas aux États-Unis avant 1982 et encore pas dans sa version originale, il contiendra trois titres de l'album Demolition, Race With the Devil, Take It all Away et Not for Sale à la place de The Hunter, (I'm Your Victim) et Back to Start.
Trois singles seront tirés de l'album, Yeah Right, Hit and Run (# UK 32) et C'mon Let's Go (# UK 42).
La bassiste et chanteuse Enid Williams quitta le groupe en 1982 peu de temps après avoir enregistré le single Wildlife qui devait promouvoir le troisième album du groupe, Screaming Blue Murder, qui sortira en juin 1982. Elle sera remplacée par Ghislain "Gil" Weston. Enid Williams rejoindra le groupe en 2004 pour l'album Believe.

## Liste des titres
Face 1
| No | Titre                    | Auteur                                 | Chant         | Durée |
| -- | ------------------------ | -------------------------------------- | ------------- | ----- |
| 1. | C'mon Let's Go           | Kelly Johnson, Kim McAuliffe           | Kelly         | 3:35  |
| 2. | The Hunter               | Johnson, McAuliffe                     | Kelly         | 3:15  |
| 3. | (I'm Your) Victim        | McAuliffe, Denise Dufort               | Enid Williams | 2:42  |
| 4. | Kick It Down             | Johnson, McAuliffe                     | Kim           | 3:03  |
| 5. | Following the Crowd      | Johnson, McAuliffe, Williams           | Enid          | 3:08  |
| 6. | Tush (reprise de ZZ Top) | Billy Gibbons, Dusty Hill, Frank Beard | Enid          | 2:16  |

Face 2
| No  | Titre           | Auteur                       | Chant | Durée |
| --- | --------------- | ---------------------------- | ----- | ----- |
| 7.  | Hit and Run     | Johnson, McAuliffe           | Kelly | 3:08  |
| 8.  | Watch Your Step | Johnson, McAuliffe, Williams | Enid  | 3:22  |
| 9.  | Back to Start   | Johnson, Williams            | Enid  | 3:32  |
| 10. | Yeah Right      | Johnson, McAuliffe, Dufort   | Enid  | 3:21  |
| 11. | Future Flash    | Johnson, McAuliffe           | Kelly | 4:27  |

Titre bonus de la réédition 2004
| No  | Titre                                                           | Auteur                               | chant                  | Durée |
| --- | --------------------------------------------------------------- | ------------------------------------ | ---------------------- | ----- |
| 12. | Please Don't Touch (St. Valentine's Day Massacre (EP))          | Johnny Kidd , Guy Robinson           | Kelly, Lemmy Kilmister | 2:49  |
| 13. | Bomber (reprise de Motörhead)                                   | Lemmy, Eddie Clarke, Phil Taylor     | Enid                   | 3:28  |
| 14. | Tonight (Face B du single "Hit and Run")                        | Johnson, McAuliffe, Williams, Dufort | Enid                   | 2:34  |
| 15. | Demolition Boys (live) (Face B du single "C'mon let's Go", 10") | Johnson, McAuliffe                   | Enid                   | 3:07  |
| 16. | Tonight (live) (Face B du single "C'mon let's Go", 7")          | Johnson, McAuliffe, Williams, Dufort | Enid                   | 2:40  |
| 17. | Yeah Right (BBC Session)                                        | Johnson, McAuliffe, Dufort           | Enid                   | 2:35  |
| 18. | The Hunter (BBC Session)                                        | Johnson, McAuliffe                   | Kelly                  | 3:00  |
| 19. | Kick It Down (BBC Session)                                      | Johnson, McAuliffe                   | Kim                    | 3:06  |
| 20. | Watch Your Step (BBC Session)                                   | Johnson, McAuliffe, Williams         | Enid                   | 3:08  |

- Les titres 17, 18, 19 et 20 ont été enregistrés le 26 janvier 1981 dans le cadre du Richard Skinner Show diffusé en broadcast par la BBC.

## Musiciennes
- Kim McAuliffe: guitare rythmique, chant (4)
- Kelly Johnson: guitare solo, chant (1, 2, 7, 11, 12)
- Enid Williams: basse, chant (3, 5, 6, 8, 9, 10, 13, 14)
- Denise Dufort: batterie, percussions

## Charts et certification
| Pays             | Durée du classement | Meilleur classement |
| ---------------- | ------------------- | ------------------- |
| Canada           | 1 semaine           | 50e                 |
| Nouvelle-Zélande | 2 semaines          | 49e                 |
| Royaume-Uni      | 6 semaines          | 5e                  |

| Pays        | Date       | Single         | Position |
| ----------- | ---------- | -------------- | -------- |
| Royaume-Uni | 11/04/1981 | Hit and Run    | 32e      |
| Royaume-Uni | 11/07/1981 | C'mon Let's Go | 42e      |

| Pays   | Certification | Ventes   | Date       |
| ------ | ------------- | -------- | ---------- |
| Canada | Or            | 50 000 + | 01/11/1981 |